# Murat, Cantal
Murat este o comună franceză situată în departamentul Cantal, în regiunea Auvergne-Rhône-Alpes.
Aceasta a luat naștere prin fuziunea, la 1 ianuarie 2017, a fostei comune Murat cu comuna Chastel-sur-Murat, având statutul de comună nouă.
Murat deține numeroase titluri: din 2015, comuna este clasificată drept Petites Cités de Caractère. În 2020, a obținut, de asemenea, titlul Ville et Métiers d'Art.
Orașul este înfrățit din 1982 cu localitatea Olonne-sur-Mer, din Vendée.

## Geografie

### Localizare
Situat la poalele vulcanului cantalian, orașul este înconjurat de trei vechi hornuri vulcanice: stâncile din Bredons și Chastel-sur-Murat, cu capelele lor romanice, și Stânca Bonnevie, dominată de statuia Fecioarei Maria, Notre-Dame de la Haute-Auvergne.
Comuna a fost dintotdeauna considerată un nod important al Haute-Auvergne datorită poziției sale centrale în regiune.
Orașul Murat este situat în inima munților Cantal: puy Mary, Plomb du Cantal, platourile Cézallier și platourile Limon. Se află la 22 km de Saint-Flour și la 49 km de Aurillac.

### Comune limitrofe
| Dienne      |                    | Chavagnac             |
| Laveissière |                    | Virargues             |
|             | Albepierre-Bredons | La Chapelle-d'Alagnon |

### Hidrografie
Alagnon și pârâul Chaumeil sunt principalele cursuri de apă care traversează comuna.

### Climă
În 2010, clima comunei era clasificată ca fiind de tip montan, conform unui studiu al CNRS bazat pe un set de date care acoperă perioada 1971-2000. În 2020, Météo-France a publicat o tipologie a climei din Franța metropolitană, în care comuna este expusă unui climat montan sau de margine montană, fiind situată în regiunea climatică de vest și nord-vest a Masivului Central. Aceasta se caracterizează printr-o pluviometrie anuală cuprinsă între 900 și 1.500 mm, maximă toamna și iarna.
Pentru perioada 1971-2000, temperatura medie anuală este de 8,5 °C, cu o amplitudine termică anuală de 16,2 °C. Cantitatea medie anuală de precipitații este de 1167 mm, cu 12,4 zile de precipitații în ianuarie și 7,9 zile în iulie. Pentru perioada 1991-2020, temperatura medie anuală observată la stația meteorologică cea mai apropiată, situată în comuna Laveissière la 5 km distanță în linie dreaptă, este de 7,0 °C, iar cantitatea medie anuală de precipitații este de 2129,1 mm.
Pentru viitor, parametrii climatici estimati pentru comună, pentru anul 2050, conform diferitelor scenarii de emisii de gaze cu efect de seră, pot fi consultati pe un site dedicat publicat de Météo-France în noiembrie 2022.

## Urbanism

### Tipologie
La 1 ianuarie 2024, Murat este clasificată drept târg rural, conform noii grile comunale de densitate în 7 niveluri definită de INSEE (Institutul Național de Statistică și Studii Economice) în 2022. Comuna este situată în afara unităților urbane și în afara zonelor metropolitane ale orașelor.

## Toponimie

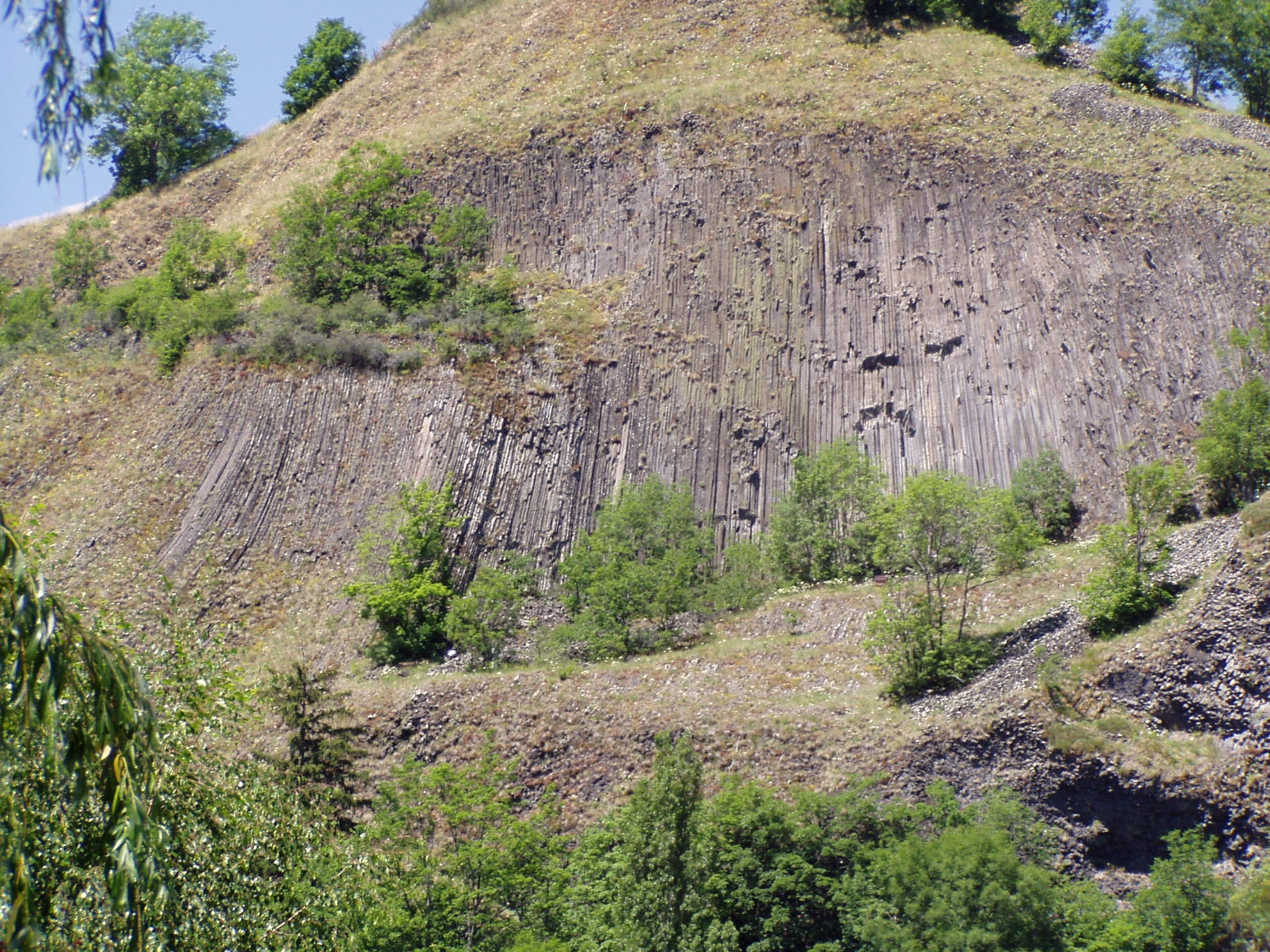
Orgile stâncii Bonnevie.

Atestată sub formele Muratum în 1095 și de Murat în 1279.
Anumiți toponimiști amatori au încercat să derive numele Murat din limba celtică, cuvântul semnificând, în opinia lor, „stâncă abruptă”.
În prezent, se consideră că toponimul provine din termenul generic din limba occitană Murat, care desemna, în special în Evul Mediu, un sat fortificat. Este un toponim frecvent în occitană, întâlnit, de exemplu, la Murat-sur-Vèbre, în departamentul Tarn.
Acest termen din vechea occitană este, la rândul său, o derivare directă din latinul muratus, care înseamnă „aglomerare înconjurată de ziduri”. Orașul corsican Murato provine, de asemenea, din această rădăcină latină prin intermediul limbii corsicane.

## Istorie
În secolul al XI-lea, Murat era o vicontie puternică, fortificată, dotată cu un castel construit pe stânca Bonnevie de familia viconților de Murat. În secolul al XII-lea, această vicontie atinge apogeul: include 25 de castele fortificate, 29 de castele, 59 de sate și 110 domenii feudale. Comuna cantaliană găzduia o populație activă formată din meșteșugari, comercianți și juriști. Târgurile medievale și piețele sale de brânzeturi, grâne și vite erau renumite în regiune. În 1415, vicontia de Murat a fost anexată la cea de Carlat.
Viața în Murat devine mai dificilă în secolul al XVII-lea, numeroase foamete și epidemii depopulând satele. Paradoxal, tot în această perioadă comerțul cunoaște cea mai mare dezvoltare.
Câteva decenii mai târziu, în timpul Revoluției Franceze, revoluționarii cer ca comuna lor să ocupe un loc important, astfel Murat devine reședință de arondisment până în 1926. Ulterior, au loc numeroase transformări în comună, în special odată cu sosirea căii ferate în 1866, care permite scoaterea comunei din izolare.
În timpul Primului Război Mondial, comuna a pierdut peste 120 dintre fiii săi, însă cea mai tragică perioadă din istoria orașului a avut loc în timpul celui de-al Doilea Război Mondial, în iunie 1944. Acest moment a marcat pentru totdeauna istoria comunei: în urma luptelor de la Mont Mouchet și ca represalii pentru moartea Căpitanului SS Geissler, șeful Gestapoului din Auvergne, ucis de un grup de partizani, armata germană a organizat o razie arbitrară asupra a 115 locuitori din Murat, care au fost deportați în lagărul de concentrare Neuengamme. 75 dintre ei nu s-au mai întors niciodată... Din acest motiv, Murat a devenit un simbol al deportării în Cantal. Memorialul deportaților din Murat, deschis în 2009, relatează aceste drame.
În timpul celui de-al Doilea Război Mondial, trei femei din Murat au acționat pentru a găzdui și proteja persoane de origine evreiască: Alice Ferrières, Marthe Barnet Cambou și Marie Sagnier, respectiv directoare și profesoare la școala primară superioară de fete. Cu complicitatea elevelor lor, au reușit să ascundă, să adăpostească, să hrănească, să ofere locuri de muncă și să ajute la trecerea graniței a zeci de persoane, salvându-le astfel de la o posibilă arestare. Ulterior, ele au fost recunoscute drept Drepte între popoare.

## Populația și societatea

### Date demografice
Evoluția numărului de locuitori este cunoscută datorită recensămintelor populației efectuate în comună încă de la înființarea sa.
| An        | 2017 | 2018 | 2019 | 2020 | 2021 | 2022 |
| --------- | ---- | ---- | ---- | ---- | ---- | ---- |
| Populație | 1878 | 1855 | 1845 | 1815 | 1792 | 1770 |

## Cultura locală și patrimoniul

### Locuri si monumente
- Biserica colegială Notre-Dame des Oliviers: În 1350, Dieudonné de Canilhas, episcop de Saint-Flour, a fondat o congregație de preoți și a obținut autorizația de a construi o biserică în 1380. Distrusă de un incendiu cauzat de un trăsnet în 1493, aceasta a fost reconstruită și extinsă cu mai multe capele. În 1732, parohia și-a obținut în sfârșit independența, după mai bine de 700 de ani de supunere față de Bredons. În timpul Revoluției, biserica Saint-Martin a fost vândută ca bun național, iar biserica colegială, parțial cruțată, a devenit pentru o vreme Templul Rațiunii[n 5].

În 1926, o parte din actuala piață Gandilhon Gens d’Armes a fost eliberată, iar o gură de tragere, aparținând uneia dintre casele demolate, a fost amplasată la stânga portalului sudic al bisericii. Biserica colegială din Murat are un element rar întâlnit în această regiune: un turn-clopotniță cu bulb, datând din 1842.
- Casa Faunei: Casa Faunei este un fost hotel particular din secolul al XVI-lea, care a aparținut familiei Teilhard de Laterrisse. Aceasta a vândut proprietatea în 1822 unui văr, Pierre Mayenobe. Ulterior, acesta a revândut clădirea pe 7 august 1827 Departamentului, care a instalat acolo sediul subprefecturii, unde s-au succedat 61 de subprefecți până la desființarea serviciului în 1926.

Un exemplu remarcabil de arhitectură istorică în inima orașului Murat, clădirea are multe elemente de interes: podele din lemn, un tavan pictat din secolul al XV-lea, tavane în stil francez, o scară în spirală și piese de structură realizate dintr-o singură bucată de lemn curbat.
În 1988, Casa Faunei a fost pusă în regim public și a început să fie utilizată pentru a găzdui și valorifica o colecție impresionantă: 8.000 de coleoptere din Franța și 800 de mamifere și păsări naturalizate, prezentate în biotopurile lor reconstituite.
- Pavilionul Halelor: Hala din Murat este un exemplu remarcabil de construcție cu structură metalică. Finalizată în 1891, a fost restaurată în 1988. Sub domnia lui Napoleon al III-lea, au apărut acest tip de hale, denumite „Baltard”, datorită noilor tehnologii care permiteau producția de masă a fierului, sporind astfel rezistența și deschiderea structurilor.

În aceste hale, o coloană de fontă înlocuia un zid, ceea ce oferea mai mult spațiu pentru activitățile comerciale. În plus, fierul aducea un avantaj major: rezistența la foc. Un alt beneficiu, evident la Murat, era posibilitatea de a crea ferestre mari, spectaculoase, un element inovator pentru acea epocă.
- Stânca Bonnevie: Dominând orașul vechi dispus în formă de amfiteatru, se înalță impunătoarea stâncă Bonnevie (cu orgile sale bazaltice perfect ordonate, printre cele mai fine din Europa), care a găzduit odinioară fortăreața viconților de Murat, distrusă în 1633.

Pe 18 iunie 1878, a fost ridicată statuia Notre-Dame de la Consolation (în prezent Notre-Dame de Haute-Auvergne), reprezentând o Fecioară cu Pruncul, turnată din fontă, având 8 metri înălțime și o greutate de 13.780 kg.
- Castelul Anterroches[30]: Construit în Evul Mediu, castelul a fost modificat semnificativ în secolul al XIX-lea, în stilul romantic de inspirație medievală, cunoscut sub numele de stil troubadour, incluzând elemente precum creneluri, guri de tragere și ferestre cu montanți.
- Capela Saint-Antoine din Chastel-sur-Murat: Datând din secolul al XII-lea, capela este situată pe o colină înaltă, de unde se deschide o priveliște impresionantă asupra întregii regiuni înconjurătoare. Edificiul este clasificat ca monument istoric prin ordinul din 21 iulie 1947[31].

Localitatea găzduiește din 1986 prioratul Sainte-Thérèse al Comunității Saint-Jean, unde unul dintre frați este parohul parohiei. Contribuția majoră a prioratului la viața locală constă în organizarea, pe durata vacanțelor de iarnă, a taberelor „ski-rugăciune” pentru adolescenți, care atrag între patru și cinci sute de tineri în comună, repartizați în patru serii. Alte tabere, cu o participare mai redusă, sunt organizate în timpul celorlalte vacanțe. De asemenea, prioratul este responsabil de slujbele catolice din stațiunea de schi Le Lioran.